# سیارک ۱۴۸۳۶
سیارک ۱۴۸۳۶ (به انگلیسی: 14836 Maxfrisch، نامگذاری:1988CY) چهارده هزار و هشتصد و سی و ششمین سیارک کشف شده‌است که در ۱۴ فوریه ۱۹۸۸ کشف شد.
قدر مطلق سیارک برابر ۱۲٫۷۰ است.